# Mary Lou Williams
Vous lisez un « bon article » labellisé en 2019.
Pour les articles homonymes, voir Williams.
Mary Elfrieda Scruggs ou Winn, dite Mary Lou Williams, est une pianiste, arrangeuse et compositrice américaine de jazz, née le 8 mai 1910 à Atlanta et morte le 28 mai 1981 à Durham.
Devenue professionnelle vers ses 10 ans, elle joue avec Andy Kirk ou Duke Ellington, et écrit pour Benny Goodman, Count Basie ou Louis Armstrong, tout en menant une carrière en solo. Elle est un mentor pour les musiciens de la génération du bebop (Bud Powell, Thelonious Monk, Dizzy Gillespie…). Après sa conversion au catholicisme en 1956, elle se concentre sur la musique sacrée, sans pour autant abandonner le jazz. Son style suit l'évolution du jazz au cours du XXe siècle, puisant ses racines dans le blues, le swing ou le boogie-woogie, intégrant et souvent annonçant les formes plus modernes : bebop, Third stream…
Surnommée « la première dame du clavier jazz », c'est une des premières femmes instrumentistes à rencontrer du succès dans le monde du jazz.

## Biographie

### Jeunesse
Née le 8 mai 1910 à Atlanta, Mary Lou Williams grandit dans un milieu familial compliqué. Joshep Scruggs, son père, déjà marié et avec des enfants, a abandonné sa mère, Virginia Riser, qui élève seule Mary et sa sœur ainée,. Peu de temps après être tombée enceinte, elle épouse Moses Winn (parfois pris pour le père de Mary Lou), dont elle divorcera peu de temps après. Mary porte donc le nom de Winn et restera persuadée que Moses est son père pendant plusieurs années. Pauvre et alcoolique, obligée de passer toutes ses semaines chez des Blancs en tant que domestique, Virginia Riser s'occupe peu de ses enfants. Mary passe donc beaucoup de temps avec son arrière-grand-mère Matilda Parker et sa grand-mère Anna Jane Riser.
Sa mère est pianiste, organiste et danseuse à l'église baptiste, ce qui permet à Mary de se familiariser très tôt avec les spirituals. Virginia Riser prend la mesure du talent musical de sa fille le jour où, alors qu'elle n'a pas deux ans, Mary parvient à rejouer parfaitement une mélodie que sa mère avait jouée sur un harmonium. Refusant que sa fille prenne des cours par peur qu'elle perde sa capacité à improviser, elle invite alors à la maison des musiciens professionnels à jouer du ragtime, du boogie-woogie et du blues.
Virginia épouse Fletcher Burley, avec lequel elle aura six enfants. En 1915, alors que Mary a cinq ans, sa famille déménage dans le quartier d'East Liberty à Pittsburgh, où ils trouvent une stabilité financière. Ils sont cependant confrontés au racisme : ce quartier est entièrement « blanc » et, pendant quelque temps, on jette des briques à travers les fenêtres de leur maison. Elle continue son apprentissage du piano en autodidacte, encouragée par son nouveau beau-père Fletcher Burley, qui achète un piano mécanique avec des rouleaux de Jelly Roll Morton et James P. Johnson. Elle écoute également des disques de Fats Waller, Willie « The Lion » Smith ou Earl Hines. Elle prend des cours auprès de Sturzio, un pianiste classique, puis de madame Alexander, qui formera également Billy Strayhorn et Erroll Garner.
Elle va à la Shakespeare School, puis à la Lincoln Elementary School, où les enseignants détectent et encouragent son talent.
Elle commence à gagner de l'argent — parfois plus que son beau-père — dès six ans en jouant à des fêtes, et fait ses premiers concerts à Pittsburgh à l'âge de sept ans. Elle devient une célébrité locale, on la surnomme « la petite pianiste d'East Liberty ». Les musiciens d'Earl Hines (qui vit alors à Pittsburgh) l'emmènent avec eux pour des jam sessions. Elle côtoie Jack Howard, un pianiste de Pittsburg à la main gauche ravageuse qui lui donne des conseils. Elle découvre la compositrice et arrangeuse Lovie Austin, qu'elle décrit comme sa plus grande influence : « Je n'ai rien écouté du concert, mon attention était totalement focalisée sur la pianiste du groupe. Elle était assise jambes croisées au piano, une cigarette à la bouche, écrivant de la musique de sa main droite et accompagnant le groupe avec sa main gauche pleine de swing ! Impressionnée, je me suis dit : “Mary, tu feras ça un jour”. »

### Débuts professionnels
Ne sachant pas lire la musique, mais cachant très bien cette lacune grâce à son oreille et son impressionnante mémoire — elle est capable de rejouer n'importe quel morceau entendu une seule fois —, elle devient rapidement musicienne professionnelle.
En 1922, à l'âge de 12 ans, Mary Lou Williams est embauchée par Orpheum Circuit (en), une chaîne de théâtre populaire. Elle y joue avec les McKinney's Cotton Pickers (en). Elle se rend à New York en 1927, où elle joue notamment au Harlem's Rhythm Club. Elle rencontre et joue avec Duke Ellington et son petit orchestre, les Washingtonians. Un soir, Louis Armstrong entre dans un club, s'arrête pour l'écouter jouer, et enthousiasmé par son talent, va l'embrasser. Jelly Roll Morton salue également ses prouesses. Alors qu'elle a 17 ans, un ami la présente à Fats Waller, qui est à ce moment-là une immense star, en lui disant qu'elle sera capable de rejouer tout ce qu'il choisira de jouer. Fats Waller, en pleine composition pour une comédie musicale, joue des morceaux inédits. Mary Lou Williams, nerveuse mais dotée de l'oreille absolue, les rejoue à la perfection, à la stupéfaction enthousiaste de Fats Waller,.
En 1927, à 16 ans, elle épouse le saxophoniste John Williams, rencontré à un concert à Cleveland. Ils déménagent à Memphis, où John Williams monte un groupe avec Mary Lou au piano. En 1929, il rejoint le groupe d'Andy Kirk à Oklahoma City, les Twelve Clouds of Joy. Mary Lou, âgée de 19 ans, reste à Memphis organiser les dernières dates du groupe. Elle rejoint son mari à Oklahoma City, sans intégrer le groupe de Kirk pour autant. La tournée les amène à Tulsa, puis à Kansas City, où Mary Lou fait finalement partie des Twelve Clouds of Joy en tant que pianiste, arrangeuse et compositrice. Comme elle ne sait pas lire la musique, Kirk écrit sous sa dictée. Un jour, lassée, elle demande à Kirk de lui montrer les accords et les registres ; en 15 minutes elle mémorise ce qu'elle veut savoir, puis commence à écrire elle-même,. Elle écrit plusieurs morceaux pour Andy Kirk, tels que Walkin' and Swingin', Twinklin', Cloudy et Little Joe from Chicago.

### Années 1930
Elle est arrangeuse et pianiste pour plusieurs enregistrements à Kansas City (1929), Chicago (1930), New York (1930). Lors d'un voyage à Chicago en 1930, elle enregistre Drag 'Em et Night Life en piano solo. Les disques sont publiés sous le nom de « Mary Lou », sur la suggestion de Jack Kapp, producteur de Brunswick Records. Bien qu'elle n'en touche pas un centime, les disques se vendent très bien, propulsant Mary Lou Williams au niveau national. Peu après, elle signe avec Andy Kirk en tant que seconde pianiste permanente. C'est alors le seul groupe avec une pianiste féminine. Son jeu, léger et plein de swing, est plébiscité par les musiciens.
Elle se produit également en solo, et écrit des arrangements pour Earl Hines, Cab Calloway, Louis Armstrong ou Tommy Dorsey. Elle est régulièrement sous-payée, voire pas du tout rémunérée pour ce travail.
En 1937, elle collabore avec Dick Wilson. Elle écrit des blues et des boogie-woogies pour Benny Goodman, dont Camel Hop et Roll 'Em, qui rencontrent un certain succès. Goodman essaye de l'engager pour qu'elle n'écrive que pour lui, mais elle refuse, préférant travailler en tant que « free-lance ». Elle écrit Little Joe From Chicago pour Andy Kirk, le disque de 1938 sera un de leurs succès.

### Années 1940

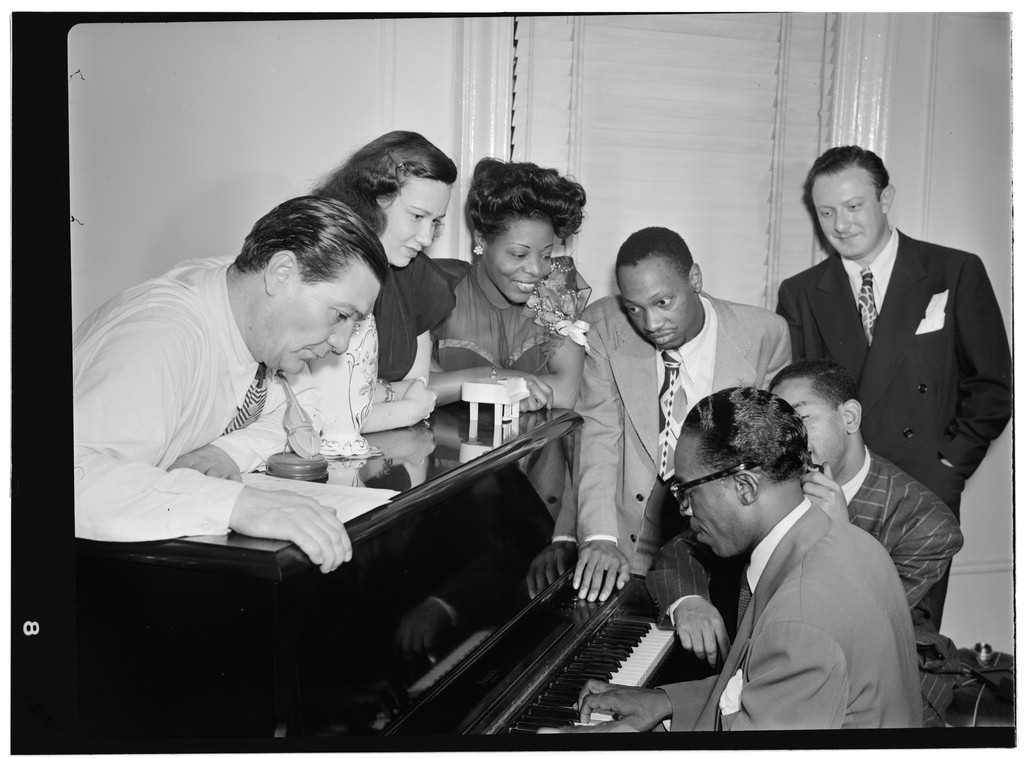
Jack Teagarden, Dixie Bailey, Mary Lou Williams, Tadd Dameron, Hank Jones, Dizzy Gillespie et Milt Orent, dans l'appartement de Mary Lou Williams en 1947 (photo de William P. Gottlieb).

En 1942, après avoir divorcé, Mary Lou Williams quitte le groupe d'Andy Kirk, au sein duquel elle commençait à s'ennuyer (elle raconte qu'elle faisait parfois des mots croisés pendant les concerts, ne jouant que de la main gauche). Elle retourne à Pittsburgh, où Harold « Shorty » Baker la rejoint pour former un sextet avec Art Blakey à la batterie. Baker rejoint l'orchestre de Duke Ellington, suivie par Williams. Ils jouent à New York puis à Baltimore, où Williams et Baker se marient. Williams voyage avec Ellington et lui arrange plusieurs morceaux, notamment Trumpet No End (1946). Un an plus tard, elle quitte Baker et le groupe d'Ellington, et retourne à New York.
Mary Lou Williams joue au Café Society et commence une émission de radio hebdomadaire sur WNEW, Mary Lou Williams's Piano Workshop, à laquelle elle convie la nouvelle génération de musiciens bebop. Elle commence à les former et à jouer avec eux, notamment Dizzy Gillespie, Charlie Parker, Tadd Dameron, Bud Powell ou Thelonious Monk (qu'elle a rencontré dans les années 1930 à Kansas City), ces deux derniers la fréquentant presque quotidiennement,. Son appartement devient un des repaires de ces musiciens, où ils jouent et composent.
En 1945, elle compose In the Land of Oo-Bla-Dee pour Gillespie, qui est un succès du bebop. La même année, elle écrit la Zodiac Suite, une œuvre en douze parties, chacune correspondant à un signe du zodiaque. Chaque morceau est joué pendant le Mary Lou Williams's Piano Workshop, au rythme d'un par semaine pendant douze semaines.

« J'avais lu un livre sur l'astrologie, et bien que je n'y connaisse pas grand-chose, j'ai décidé d'écrire une suite inspirée par les musiciens que je connaissais qui étaient nés sous ces signes. Je n'avais pas le temps d'écrire, ni d'aller dans un studio pour enregistrer, donc après les trois premiers [signes], je m'installais au piano et je jouais, la musique s'inventant au moment où je jouais. On pourrait appeler ça la composition jazz. »

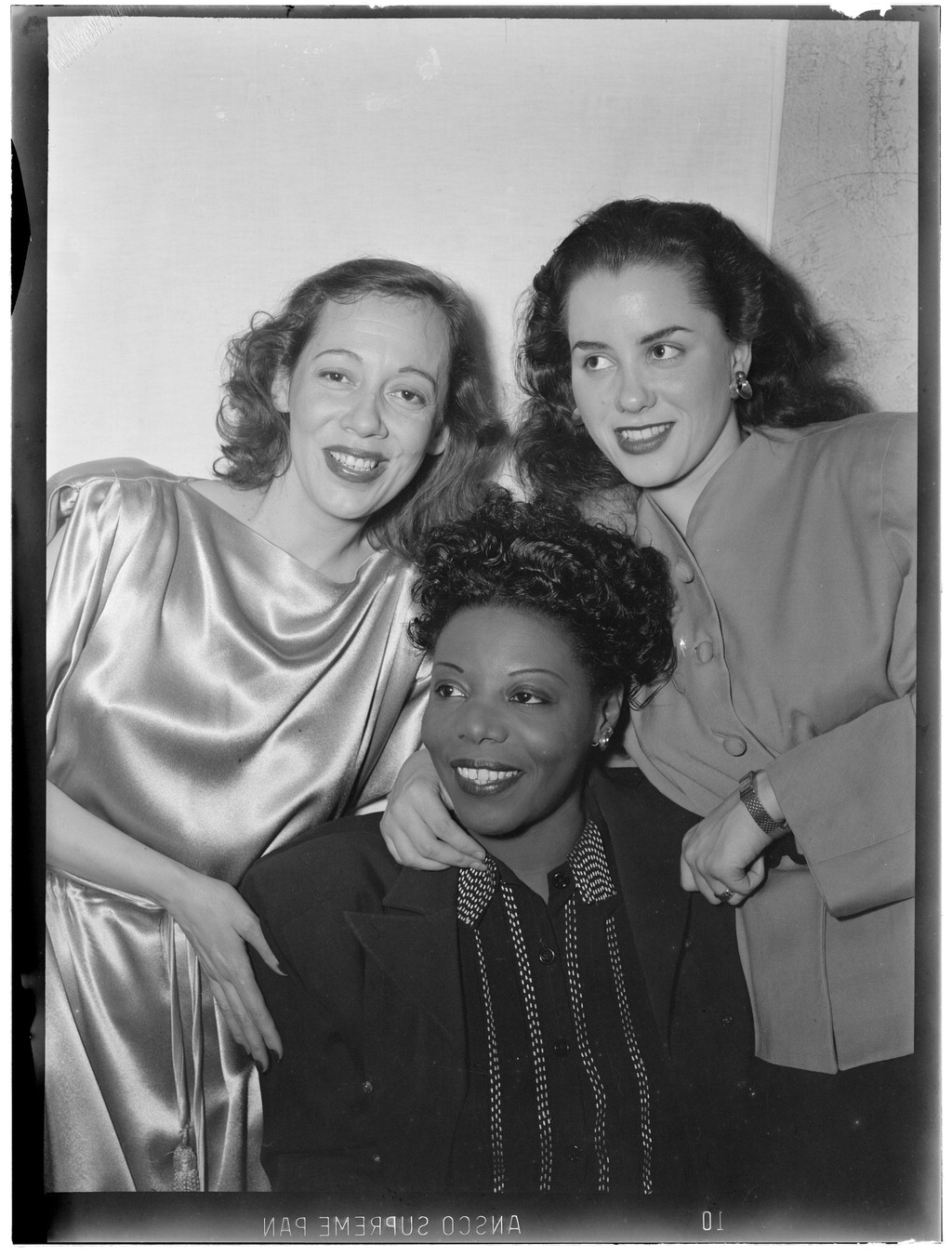
Imogene Coca, Ann Hathaway (1925-1997) et Mary Lou Williams en 1948, photographiées par William P. Gottlieb.

Elle enregistre cette suite avec Jack Parker (batterie) et Al Lucas (contrebasse), le disque se vend bien.
En juin 1946, la suite est donnée au Town Hall de New York dans une version pour big band avec en soliste le saxophoniste Ben Webster. À cause du manque de répétitions et des erreurs dans les partitions commises par Williams, les « couacs » sont nombreux. Ce concert reçoit des critiques mitigées. Williams est très affectée par cette expérience et les critiques négatives : malade, elle est incapable de travailler pendant une semaine. En 1946, trois mouvements sont interprétés au Carnegie Hall dans une version pour orchestre par les 70 musiciens du New York Pops Orchestra avec Williams en soliste invitée. Les autres mouvements ne seront jamais orchestrés, peut-être à cause de la mauvaise expérience qu'a représentée le concert au Town Hall pour Williams. Cette Suite est pourtant une des premières rencontres entre le jazz et la musique dite classique, qui annonce le Third stream, mené entre autres par Gunther Schuller.
Entre 1945 et 1946, le producteur Leonard Feather met en place des séances d'enregistrements pour un orchestre intégralement féminin, le « Mary Lou Williams’ Girl Stars ». La pianiste en sort très sceptique, craignant que ces disques ne soient pas pris au sérieux.

### Années 1950
En proie à des difficultés financières, en partie à cause de redevances non payées, Mary Lou Williams accepte en 1952 un engagement au Royaume-Uni. Mais le séjour, organisé par des managers qui misent sur sa popularité pour gagner de l'argent, n'est pas rentable pour Williams. Elle parvient tout de même à gagner le respect du public. Elle emménage rive gauche à Paris, où elle fréquente Don Byas, qu'elle a connu dans les Clouds of Joy, et le pianiste Garland Wilson qui devient son ami. Frustrée de ne pas pouvoir jouer autant qu'elle le souhaiterait et sans le sou, elle n'a pas les moyens de rentrer aux États-Unis. Elle est également très affectée par le décès soudain de Garland Wilson en mai 1954. Finalement, en décembre 1954, des amis se cotisent pour qu'elle puisse retourner à New York.
Déprimée, Williams se retire de la scène. Elle se convertit au catholicisme et se fait baptiser en 1957. Elle consacre son énergie à aider les musiciens à surmonter leurs dépendances. Son appartement devient un refuge, fournissant gîte et couvert grâce à l'argent de ses droits d'auteur et à l'aide d'amis, comme Dizzy Gillespie et sa femme Lorraine. Elle crée la Fondation Bel Canto en 1958.
Les pères John Crowley et Anthony Wood, avec l'aide de Gillespie et de sa femme, la convainquent de ne pas gâcher son talent : elle retrouve la scène en 1957 au Newport Jazz Festival dans le big band de Dizzy, où elle joue trois extraits de sa Zodiac Suite (Virgo, Libra et Aries).
En 1959, elle figure sur la photo iconique A Great Day in Harlem entre Marian McPartland et Thelonious Monk.

### Années 1960
Au cours des années 1960, elle se concentre sur l'écriture de musique sacrée, aux accents toujours jazz, comme les pièces brèves Anima Christi et Praise the Lord. Black Christ of the Andes (1963), un hymne en hommage à Martin de Porrès aux accents blues, gospel et jazz, reçoit une critique très positive dans Time. Il débute par un chœur a capella, montrant le talent de Mary Lou Williams pour les arrangements vocaux ; la pianiste entre ensuite sur un rythme afro-latin. Black Christ of the Andes est donnée la première fois en novembre 1962 à l'église Saint Francis Xavier de New York et l'enregistrement se fait en octobre 1963.
Elle écrit une première messe en 1967, qui suit l'ordinaire de la messe, chaque partie étant précédée d'un prélude. Sa deuxième messe, commandée en 1967, s'intitule Mass for Lenten Season ; elle est jouée dans l'église catholique St. Thomas the Apostle à Harlem. La troisième, Music (ou Mass) for Peace, est commandée par le Vatican en 1969. Cette messe est chorégraphiée et interprétée par la compagnie d'Alvin Ailey sous le titre de Mary Lou's Mass en 1971. En 1975, plus de 7 000 personnes assistent à cette messe à la cathédrale Saint-Patrick de New York, pour la première représentation d'une messe jazz dans cet édifice, à une époque où le jazz n'est pas encore reconnu comme un genre « noble » pouvant seoir à ce genre d'édifice. Selon Williams, un rassemblement de gens venus protester contre cette messe jazz sont repartis ravis, éblouis par la musique.
N'abandonnant pas le jazz pour autant, elle est engagée à la Hickory House à partir de 1964, où elle rencontre le prêtre Peter O'Brien, alors âgé de 24 ans, qui devient son manager. Ils trouvent de nouveaux engagements, notamment dans des lycées, à une époque où seuls deux clubs dans tout Manhattan programment du jazz à plein temps. Elle est la première femme à créer son label, Mary Records, en 1962 et sa société d'édition. Elle fonde le Pittsburgh Jazz Festival en 1964, et fait plusieurs apparitions à la télévision.

### Années 1970
Elle retourne au Monterey Jazz Festival en 1971, et joue à The Cookery dans Greenwich Village, un club tenu par Barney Josephson, qui l'avait déjà engagée au Café Society dans les années 1940. Ces concerts donnent lieu à des enregistrements (Live at the Cookery, 1975).
À son initiative, elle joue en duo avec le pianiste d'avant-garde Cecil Taylor au Carnegie Hall en 1977. Embraced, enregistré ce soir-là, sort en 1978. Alors qu'elle est en général assez critique envers l'avant-garde, la musique de Taylor lui parle, notamment parce qu'elle y entend des racines issues de la tradition : ce concert est l'occasion de réconcilier les deux écoles. Mais les répétitions se passent mal. Le concert devait se diviser en deux parties, la première guidée par Williams, la seconde par Taylor, mais ce dernier refuse de jouer les arrangements de spirituals que Williams a écrits, et refuse de céder quoi que ce soit sur sa musique pour rejoindre Williams. Cette dernière en sortira blessée par l'attitude de Taylor. Pour la plupart des critiques, cette rencontre n'est pas à la hauteur des attentes : alors que Williams avait prévu son habituel programme retraçant l'histoire du jazz (blues, ragtime, stride et swing), Cecil Taylor a refusé de s'y plier et de jouer autre chose que sa musique atonale. Les deux musiciens donnent l'impression de jouer sans s'écouter, et le résultat est « un bordel sans nom, presque impossible à écouter. »
À partir de 1977, elle est la première artiste en résidence à la prestigieuse université Duke. Elle quitte donc son appartement new-yorkais pour s'installer à Durham en Caroline du Nord. Ce poste lui assure jusqu'à la fin de sa vie une stabilité financière bienvenue après des années difficiles. Elle écrit, joue et dirige le Duke Jazz Ensemble (en). Elle enseigne également l'histoire du jazz (spirituals, blues, swing, bebop…), dont la connaissance est à son avis indispensable à tout musicien de jazz. Ses cours attirent une foule nombreuse, obligeant l'université à les placer dans l'auditorium.
Cet engagement lui laisse tout de même le temps de faire de nombreux concerts et festivals. En 1978, Jimmy Carter l'invite à jouer à la Maison-Blanche, la même année elle participe au concert célébrant les 40 ans du premier concert de Benny Goodman à Carnegie Hall. The History of Jazz paraît également en 1978, sur lequel elle commente des morceaux joués en solo piano.
Son dernier disque, Solo Recital, est enregistré au Montreux Jazz Festival en 1978, trois ans avant sa mort. On y entend des spirituals, des ragtimes, des blues, des morceaux swing, des standards (Tea for Two, Honeysuckle Rose…) ainsi que deux de ses compositions (Little Joe from Chicago, What's Your Story Morning Glory).

### Dernières années
En 1980, elle crée la Mary Lou Williams Foundation afin de perpétuer son héritage. Elle y lègue plus de 200 boîtes d'écrits personnels, de partitions, d'enregistrements rares ou inédits, de photographies…
En 1981, Mary Lou Williams meurt d'un cancer de la vessie à Durham, à l'âge de 71 ans. Elle est enterrée à Pittsburgh.

## Postérité
Malgré son talent, Mary Lou Williams a longtemps été oubliée par les historiens du jazz. Une des explications peut tenir à son genre, le monde du jazz étant majoritairement masculin et raconté par des hommes. Pour autant, ses contemporains étaient souvent admiratifs de son travail, à commencer par Duke Ellington. Il faut attendre les années 1990 pour que les historiens réexaminent le récit du jazz en incluant notamment les dimensions sociologique, critique, culturelle ou de genre, et ainsi voir réémerger des figures féminines du jazz, dont Mary Lou Williams.
Son style en constante évolution peut de plus compliquer son inscription dans une histoire du jazz. De plus, d'une façon plus générale, peu de chercheurs se sont penchés sur la musique écrite pour big band avant l'avènement du bebop.
Mary Lou Williams est également précurseure sur plusieurs autres points : première femme noire à rejoindre l'ASCAP ; première artiste noire américaine à avoir créé son label musical, Mary Records ; première femme noire à organiser un festival de jazz, à Pittsburgh.

## «La première dame du clavier jazz»

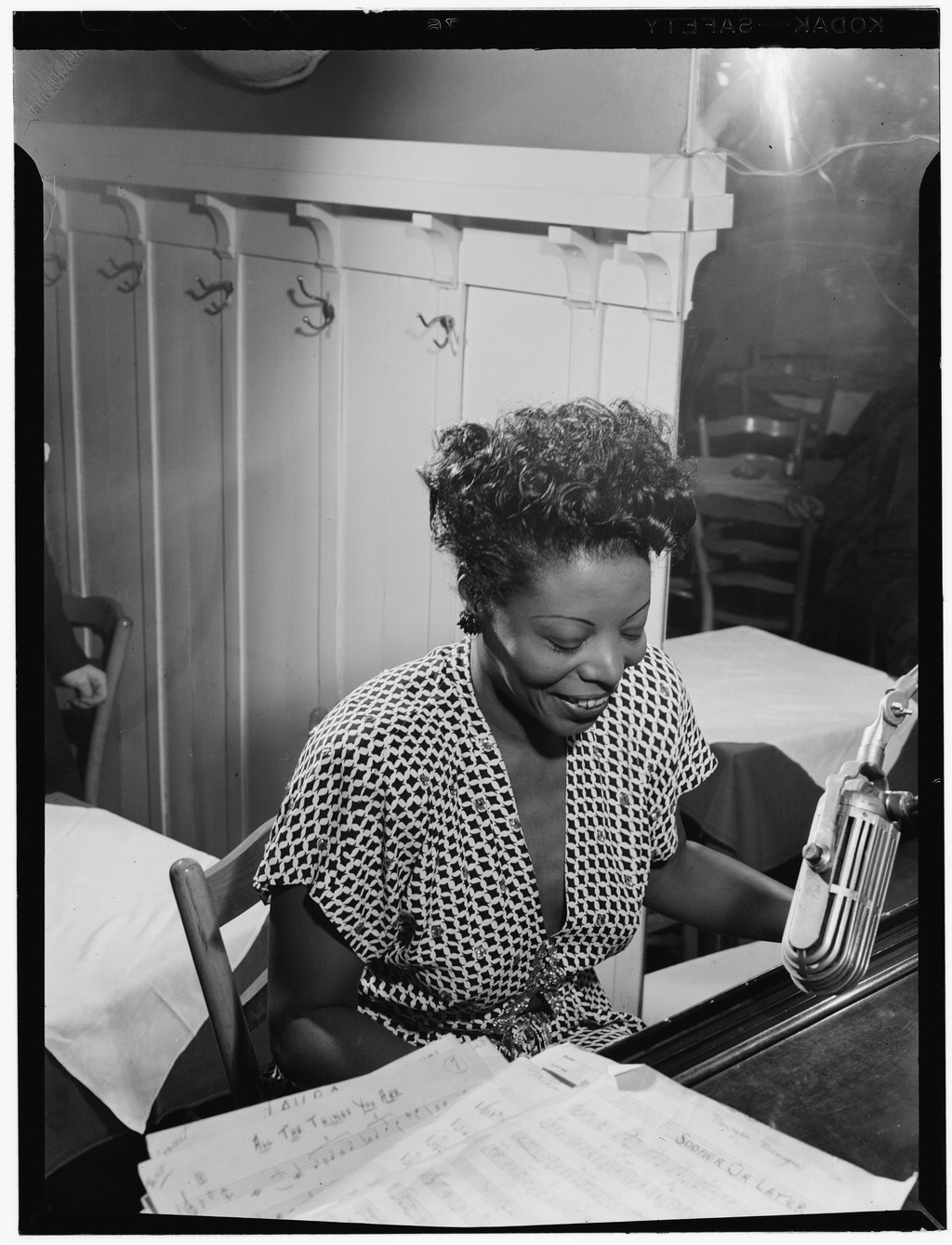
Mary Lou Williams vers 1946 (photo de William P. Gottlieb)

Mary Lou Williams est confrontée aux restrictions de droits auxquelles sont soumis tous les Afro-Américains, notamment à ses débuts dans les années 1920. Elle évolue en plus dans un milieu où les femmes instrumentistes sont rares, et les compositrices/arrangeuses quasiment inexistantes. Si certaines de ses contemporaines jouaient dans des groupes exclusivement féminins (Darlings of Rhythm, Sweethearts of Rhythm, Prairie View Co-eds…), tout au long de sa carrière, Williams a été une femme dans des groupes d'hommes,.
Pour autant, elle raconte qu'être une femme dans le monde très masculin du jazz ne lui a jamais vraiment causé de problème : « Personne ne s'attendait à voir une femme assise sur scène avec 12 ou 18 hommes. Quand j'étais avec Andy Kirk, on ne me disait rien, parce tout le monde devenait fou quand je jouais. C'était l'époque où je commençais à jouer avec une main gauche puissante, comme Fats Waller, et on pensait que c'était incroyable qu'une femme fasse ça. » Elle ne s'est jamais considérée comme une femme musicienne [female musician], mais comme une musicienne [musician] tout court. Elle n'a jamais interprété les obstacles comme des marques de sexisme, mais plutôt comme le résultat de mauvaises décisions qu'elle aurait prises, d'actions de managers peu scrupuleux ou du statut marginal des musiciens de jazz.
Le jeu de Williams a toujours été considéré comme égal à celui des hommes, voire comme « masculin »,. Elle-même a raconté tenir sa réputation du fait de jouer « comme un homme », et le saxophoniste Buddy Tate dit qu' « elle était meilleure que tous les hommes. Elle ne le pensait pas, mais ils le savaient. » Le contraste entre sa petite carrure et son jeu « masculin » a contribué à impressionner. Elle ne cherchait pourtant pas à dissimuler son genre et portait des robes sur scène, contrairement à certaines de ses contemporaines qui préféraient s'habiller en homme sur scène pour s'éviter des remarques.

## Style

### Généralités
L'œuvre de Mary Lou Williams a peu d'équivalents. Cherchant sans cesse à innover et à expérimenter,, son évolution a suivi celle du jazz, partant du swing à la Louis Armstrong pour aller jusqu'à l'avant-garde (elle a joué « free » et en dehors de l'harmonie tonale, notamment sur A Fungus A Mungus en 1962-1963), notamment dans sa musique sacrée. Elle l'affirme en 1978 au micro de Marian McPartland : « Je suis la seule musicienne vivante qui ait participé à tous les courants. Les autres musiciens ont traversé les époques sans changer de style. » Duke Ellington dit d'elle qu'« elle est toujours contemporaine. Son écriture et son jeu ont toujours été un peu en avance tout au long de sa carrière. » Ainsi, dans les années 1930, au cours de jam sessions, les musiciens se réunissaient autour de son piano et lui demandaient de jouer Zombie : ses accords modernes et « out » étaient avant-gardistes.
C'est une des premières, avec Duke Ellington, à sortir le jazz de la forme courte, notamment avec sa Zodiac Suite.
Ses arrangements sont habiles et pleins d'esprit. Elle apprécie les harmonies suspendues et les instrumentations inhabituelles, les empilements de riffs nerveux, les longues mélodies. Pour autant, elle a déclaré : « Je ne me considère pas comme une arrangeuse-compositrice. Ça fait partie de ce que je fais, mais l'essentiel, c'est le piano ; je peux faire tant de choses au piano - changer, modifier… Ce que je compose et arrange me vient quand je suis au piano. Pour tout ce que j'ai enregistré avec Andy Kirk […] je me suis simplement assise et j'ai joué, mes compositions et arrangements découlent de mon jeu. »
À partir des années 1960 et de sa conversion au catholicisme, elle se considère alors comme une joueuse de soul, dans le sens où elle ne s'éloigne pas trop de la mélodie et reste proche du blues et du gospel : « Je prie avec mes doigts quand je joue. Je cherche ce bon vieux son “soul”, j'essaye de toucher l'âme des gens. »

### Écriture pour big band

#### Avec les Clouds of Joy
Mary Lou Williams a écrit pour les Clouds of Joy d'Andy Kirk de 1929 à 1942, date à laquelle elle quitte le groupe. Elle apprend à arranger en écoutant les groupes de Kansas City, notamment les arrangements de Don Redman pour les McKinney's Cotton Pickers (en) et ceux de Gene Gifford (en) pour le Casa Loma Orchestra. Au début des années 1930, Andy Kirk achète une quarantaine d'arrangements de Hank Biagini pour les Orange Blossom, que Williams lit attentivement. Si ces influences sont audibles dans ses premières partitions, Williams ne se contente pas de décalquer mais invente un langage qui lui est propre, avec ses propres formes et structures. Malgré les réticences d'Andy Kirk, elle utilise des accords alors inhabituels, comme des accords avec des sixtes ou la gamme par tons, qu'elle utilise d'ailleurs dans ses enregistrements en piano solo dès 1929. Ses arrangements laissent une plus large place à l'expression de solistes que ceux de ses contemporains de Kansas City, comme Gifford ou Redman : par exemple, sur Mary's Idea (1930), on peut entendre des solos de trompette, de saxophone baryton, de clarinette et de saxophone alto.
Il n'existe pas d'enregistrement des Clouds of Joy entre 1931 et 1936. Dès les enregistrements de mars 1936 (Walking' and Swinging', Lotta Sex Appeal, Git), les arrangements de Williams sont plus sophistiqués et plus inventifs, dans les textures instrumentales comme dans les formes. Son langage harmonique est également plus complexe.
D'après Williams, Roll'Em — enregistré en 1937 par les Clouds of Joy, mais composé pour Benny Goodman — est le premier boogie-woogie écrit pour big band, le genre étant jusqu'alors principalement pianistique.
Ces arrangements plein de swing plaisent beaucoup, comme le raconte Benny Goodman : « D'habitude, on jouait 5 ou 6 arrangements de trois minutes par set. Mais on avait envie de jouer les arrangements de Mary Lou Williams pendant plus de trois minutes, et les danseurs voulaient aussi que ça dure. »

#### Après les Clouds of Joy
Si Williams quitte les Clouds of Joy en 1942, cela fait plusieurs années qu'elle s'y sent frustrée. En effet, le succès du groupe pousse Kirk à une musique plus commerciale, qui se contente de répéter ce qui a été enregistré, empêchant Williams d'aller aussi loin qu'elle voudrait. Elle écrit ensuite en free-lance pour Duke Ellington ou Benny Goodman, mais ses arrangements deviennent plus rares : les années 1940 marquent la fin de l'ère du swing et la disparition progressive des big bands tels qu'ils existaient jusqu'alors.
Proche de la génération des beboppers (Dizzy Gillespie, Charlie Parker, Tadd Dameron, Bud Powell ou Thelonious Monk), elle leur donne des conseils sur l'écriture dans son appartement, et en retour ses arrangements de l'époque sont influencés par le bebop, en particulier In the Land of Oo-Bla-Dee, enregistré par Gillespie en 1949. Mais on peut également entendre dans sa musique des influences de musique dite classique (Berg, de Bartók ou les impressionnistes français, qu'elle a étudiés en travaillant sur l'orchestration de sa Zodiac Suite), intégrant des éléments de contrepoint issu de la musique baroque : on peut ainsi entendre des passages fugués dans Lonely Moments, enregistrés par l'orchestre de Milton Orent et Frank Roth en 1947.
Dans les années qui suivent, elle n'écrit plus pour big band, se concentrant entre autres sur l'écriture de pièces religieuses. En manque d'argent, elle écrit tout de même six arrangements marqués par le blues pour Duke Ellington en 1967-1968, pour lesquels elle n'est pas payée, et qui ne sont probablement presque jamais joués.
En 1968, à l'occasion de l'ouverture d'un club à Copenhague, Williams écrit de nouveaux morceaux pour big band. Ces morceaux sont joués à la radio par le Danish Radio Jazz Orchestra avec Williams au piano, et des solistes invités comme Ben Webster. Ces arrangements sont parmi ses plus sophistiqués, avec un vocabulaire harmonique et rythmique très riche.

## Prix et récompenses
- 1971 : nomination aux Grammy Awards dans la catégorie « meilleure interprétation jazz » pour l'album Giants (avec Dizzy Gillespie et Bobby Hackett)
- 1972 : bourse Guggenheim[93]
- 1973 : docteure honoris causa de l'université Fordham de New York
- 1977 : bourse Guggenheim[93]
- 1981 : Duke's Trinity Award de l'université Duke

## Discographie

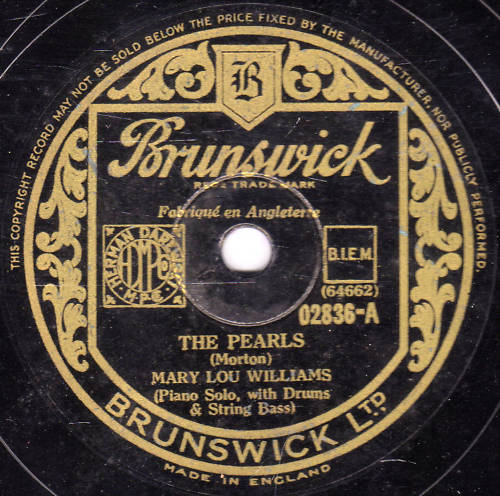
Mary Lou Williams, The Pearls, 1938.

Mary Lou Williams a enregistré plus d'une centaine de disques, dont beaucoup de 78 tours aujourd'hui introuvables.

### En tant que leadeuse

#### 78 tours
- 1931 : Night Life/Drag 'Em (Brunswick)
- 1938 : The Pearls/The Rocks (Decca)
- 1938 : Overhand/Isabelle (Columbia)
- 1939 : Mr. Freddie Blues/Sweet (Patootie) Patunia (Decca)
- 1944 : Little Joe/Drag 'Em, Mary Lou And Her Chosen Five (Asch Records)
- 1945 : You Know Baby/I Found A New Baby, Mary Lou Williams Trio (Asch Records)
- 1945 : Persian Rug/Night And Day, Mary Lou Williams Trio (Asch Records)
- 1945 : Russian Lullaby/Blue Skies, Mary Lou Williams Trio (Asch Records)
- 1946 : Humoresque/Waltz Boogie, Mary Lou Williams Trio (Asch Records)

#### 33 tours
- 1945 : Mary Lou Williams Trio (Asch Records)
- 1945 : Zodiac Suite[94] Vol. 1 et 2 (Asch Records, réédité en 1995 par Smithsonian Folkways Recordings)
- 1946 : Piano Solos (Disc Records)
- 1950 : Mary Lou Williams and Orchestra (Stinson Records)
- 1951 : Mary Lou Williams (Atlantic)
- 1951 : Piano Panorama, Mary Lou Williams And Her Rhythm (Esquire)
- 1953 : Mary Lou Williams Plays In London (Vogue Records)
- 1953 : The First Lady of the Piano (Vogue)
- 1954 : Mary Lou (EmArcy)
- 1954 : Don Carlos Meets Mary Lou (Vogue)
- 1955 : A Keyboard History (Jazztone)
- 1956 : Messin' 'Round In Montmartre (Storyville) avec Don Byas, Alvin Banks, Gérard Pochonet
- 1963 : Black Christ of the Andes (Folkways)
- 1963 : My blue heaven
- 1964 : Music for Peace (Mary)
- 1964 : Mary Lou Williams Presents Black Christ of the Andes[95] (Folkways Recordings, réédité en 2004)
- 1964 : Mary Lou's Mass[96] (Mary)
- 1970 : From the Heart (Chiaroscuro)
- 1970 : The Mary Lou Williams Quartet feat. Don Byas
- 1971 : Giants (en) (Perception, avec Dizzy Gillespie et Bobby Hackett)
- 1974 : Zoning (Folkways, réédité en 1995)
- 1975 : Free Spirits (en) (SteepleChase)
- 1976 : Live at the Cookery (Chiaroscuro)
- 1977 : Embraced (Pablo, en duo avec Cecil Taylor)
- 1977 : The Asch Recordings 1944-47 (Folkways Records)
- 1977 : My Mama Pinned a Rose on Me (Pablo)
- 1978 : The History of Jazz (Folkways Records)
- 1978 : Solo Recital (Pablo)

#### CD
- 1993 : Town Hall '45: The Zodiac Suite[94] (Vintage Jazz Classics, enregistré en 1945)
- 1999 : At Rick's Café Americain (Storyville, enregistré en 1979)
- 2000 : I Made You Love Paris (Gitanes Jazz, enregistré en 1954)
- 2002 : Live at the Keystone Korner (HighNote, enregistré en 1977)
- 2004 : Marian McPartland's Piano Jazz with Guest Mary Lou Williams (Jazz Alliance, enregistré en 1978)
- 2005 : Mary Lou's Mass[96] (Smithsonian Folkways Recordings, intégrale des messes enregistrées entre 1969 et 1972)
- 2016 : Nice Jazz 1978 (Black And Blue, enregistré au festival de jazz de Nice en 1978)

#### Compilations
De nombreuses compilations existent, ne sont listés ici que les CD qui se concentrent sur les enregistrements de Mary Lou Williams.
- 1989 : Mary Lou Williams (Fabbri Editori)
- 1990 : The First Lady Of The Piano (DeAgostini)
- 1992 : Greatest Lady Piano Player In Jazz (Recording Arts)
- 1993 : Mary's Idea, Andy Kirk et Mary Lou Williams (GRP)
- 1995 : Key Moment (Pearl Music)
- 1997 : Mary Lou Williams Story (EPM Musique/Jazz Archives)
- 2008 : The Lady Who Swings The Band, Mary Lou Williams With Andy Kirk And His Clouds Of Joy (Definitive Records)
- 2008 : 1930-1941 Featuring Andy Kirk & His Twelve Clouds of Joy (Acrobat Music)
- 2008 : Queen Of The Jazz Piano (Acrobat Music)
- 2009 : In Chronology, série de disques regroupant par année l'intégrale des enregistrements de Williams de 1927 à 1954 (Complete Jazz Series[97])
- 2014 : Mary Lou Williams : The First Lady in Jazz 1927-1957 (Frémeaux & Associés)

### En tant quesidewoman

#### AvecAndy Kirket ses Clouds of Joy
- 1929 : Mary's idea
- 1931 : Corky Stomp/Froggy Bottom (Brunswick)
- 1936 : Until The Real Thing Comes Along/Walkin' And Swingin' (Decca)
- 1936 : Mess-A-Stomp/Blue Clarinet Stomp (Vocalion)
- 1936 : Christopher Columbus/Froggy Bottom (Decca)
- 1937 : Worried Over You/Wednesday Night Hop (Decca)
- 1937 : Skies Are Blue/I'll Get Along Somehow (Decca)
- 1937 : I'm Glad For Your Sake (But I'm Sorry For Mine)/Downstream (Decca)
- 1938 : Bless You My Dear/Messa Stomp (Decca)
- 1939 : Then I'll Be Happy/Dunkin' A Doughnut (Decca)
- 1939 : Mr. Freddie Blues/Sweet (Patootie) Patunia (Decca)
- 1939 : I'll Never Fail You/Close To Five (Decca)
- 1940 : Scratchin' In The Gravel/Take Those Blues Away (Decca)

#### Avec Glen Gray And TheCasa Loma Orchestra
- 1945 : Memories Of You/Lazy Bones/Roll 'Em/Gjon Mili Jam Session

#### AvecBenny GoodmanSextet
- 1949 : Wholly Cats (Then)/Benny's Bop (Now) (V Disc)

#### AvecDizzy Gillespie
- 1957 : Dizzy Gillespie at Newport (en) (Verve)

#### AvecBuddy Tate
- 1973 : Buddy Tate And His Buddies (Chiaroscuro Records)

## Hommages

### Instituts
- En 1983, l'université Duke créé le Centre Mary Lou Williams pour la Culture Noire[98].
- À partir de 2000, ses archives sont conservées à l'Institute of Jazz Studies sur le campus de l'université Rutgers à Newark[73],[99].

### Toponymie
- Une « Mary Lou Williams Lane » a été inaugurée à Kansas City le 8 mai 1973, 63e anniversaire de la pianiste[100].
- Au 328 Lincoln Avenue à Pittsburgh, à proximité de l'école où elle est allée, se trouve une plaque commémorative[101].

### Hommages musicaux
- Depuis 1996 : le Kennedy Center de Washington tient un festival annuel, le Mary Lou Williams Women in Jazz Festival.
- 2000 : le trompettiste Dave Douglas publie Soul on Soul (en) en hommage à Mary Lou Williams.
- 2000 : le pianiste John Hicks publie Impressions of Mary Lou (en).
- 2005 : le Dutch Jazz Orchestra publie Lady Who Swings the Band, sur lequel se trouvent des compositions rares de Mary Lou Williams.
- 2006 : Geri Allen publie Zodiac Suite: Revisited, sous le nom de Mary Lou Williams Collective.
- 2010 : Geri Allen lui rend un hommage, Celebrating Mary Lou Williams, enregistré en direct au Birdland de New York les 19 et 21 août, à l'occasion du centenaire de sa naissance.
- 2011 : Sylvia Versini (claviériste, cheffe d’orchestre, arrangeuse et compositrice d'origine corse antillaise et italienne) sort With Mary Lou in my heart (AJIM record, distribué par Intégral).
- 2021 : l'Umlaut Big Band publie Mary's Ideas[102] (Umlaut Records 2021), double CD présentant de nombreuses compositions et arrangements de Mary Lou Williams inédits, reconstruits par Pierre-Antoine Badaroux à partir de manuscrits originaux conservés à l'Institute of Jazz Studies. On y trouve certains arrangements qu'elle a écrits pour Duke Ellington, Benny Goodman, des extraits de la Zodiac Suite dans la version pour orchestre de chambre, ou de History of Jazz for Wind Symphony, son ultime composition restée inachevée[103].
- 2023 : l'Umlaut Chamber Orchestra enregistre la Zodiac Suite dans son intégralité, dans une version pour orchestre de chambre (Umlaut Records, 2023)[104].

### Publications
- 2010 : Jazz Girl de Sarah Bruce Kelly, un roman historique sur la vie de Mary Lou Williams.
- 2010 : The Little Piano Girl de Ann Ingalls et Maryann MacDonald avec des illustrations de Giselle Potter, un album jeunesse inspiré par la pianiste.
- 2013 : Hemming the Water de Yona Harvey, un recueil de poème inspiré par Williams, sur lequel on trouve notamment Communion with Mary Lou Williams.

### Films
- 1990 : Mary Lou Williams, Music on My Mind, un documentaire de Joanne Burke[105].
- 1994 : A Great Day in Harlem, de Jean Bach (en). Elle est un des personnages de ce documentaire consacré à la photo iconique du même nom[5].
- 2015 : Mary Lou Williams: The Lady Who Swings the Band, un documentaire produit et réalisé par Carol Bash[106].